# Jason Collins
Jason Paul Collins (Northridge, California, 2 de diciembre de 1978) es un exjugador de baloncesto estadounidense, que disputó 13 temporadas en la NBA. Con 2,13 metros de estatura, jugaba en la posición de pívot. Es el hermano gemelo de Jarron Collins, también jugador profesional de baloncesto.

## Carrera

### Universidad
Se graduó en Harvard-Westlake School y después pasó a la Universidad de Stanford, donde fue All-American en 2000-01 y apareció en portada de la revista Sports Illustrated, el 15 de marzo de 2000. Acabó primero en la historia de la universidad en porcentaje de tiro (60.8 %) y quinto en tapones (89). Se trata de un voluminoso pívot de escasa producción ofensiva y cuya labor se centra únicamente en labores de intendencia.

### NBA
Jason fue elegido en el puesto 18 del draft de 2001 y fue elegido por Houston Rockets. Sus derechos, los de Richard Jefferson y Brandon Armstrong fueron a parar a New Jersey Nets a cambio de los derechos de Eddie Griffin. En su primera temporada tuvo un rol interesante como suplente. El equipo alcanzó las finales pero cayeron frente a Los Angeles Lakers.
En la temporada 2002-2003 Collins alcanzó la titularidad del equipo, siendo el pívot titular y ayudando al equipo a llegar nuevamente a las finales, para perderlas en esta ocasión frente a San Antonio Spurs.
En la 2004-05, Jason Collins firmó un contrato de renovación de 25 millones de dólares por 5 años. Ese año cuajó su mejor temporada, promediando 6.4 puntos, 6.1 rebotes y casi un tapón por partido. En la 2005-06 descendieron algo sus promedios.
En la temporada 2007-2008 Jason Collins fue traspasado a Memphis Grizzlies a cambio de Stromile Swift.
El 27 de junio de 2008 fue traspasado a Minnesota Timberwolves junto con Mike Miller, Brian Cardinal y los derechos de Kevin Love por Antoine Walker, Marko Jarić, Greg Buckner y los derechos de O.J. Mayo. El 2 de septiembre de 2009 fichó por Atlanta Hawks.
El 21 de febrero de 2013 fue traspasado junto Leandro Barbosa a los Washington Wizards a cambio de Jordan Crawford.
El 23 de febrero de 2014 firmó un contrato por 10 días con los Brooklyn Nets de la NBA. Ese mismo día jugó 11 minutos con su nuevo equipo en el partido contra Los Angeles Lakers, convirtiéndose así en el primer deportista en activo declarado públicamente homosexual que juega en la NBA.
El 5 de marzo de 2014 Collins firmó su segundo contrato por 10 días con los Nets, y el día 15 renovó hasta el final de la temporada 2013-14.

## Vida personal
Collins declaró en la revista Sports Illustrated ser homosexual el 29 de abril de 2013. Es el primer jugador de la NBA en activo en 'salir del armario'.
Desde junio de 2014, se le conoce una relación con el productor Brunson Green.

## Estadísticas de su carrera en la NBA

### Temporada regular
| Año     | Equipo     | PJ  | PT  | MPP  | %TC  | %3P   | %TL   | RPP | APP | ROB | TPP | PPP |
| ------- | ---------- | --- | --- | ---- | ---- | ----- | ----- | --- | --- | --- | --- | --- |
| 2001-02 | New Jersey | 77  | 9   | 18.3 | .421 | .500  | .701  | 3.9 | 1.1 | .4  | .6  | 4.5 |
| 2002-03 | New Jersey | 81  | 66  | 23.5 | .414 | .000  | .763  | 4.5 | 1.1 | .6  | .5  | 5.7 |
| 2003-04 | New Jersey | 78  | 78  | 28.5 | .424 | .000  | .739  | 5.1 | 2.0 | .9  | .7  | 5.9 |
| 2004-05 | New Jersey | 80  | 80  | 31.8 | .412 | .333  | .656  | 6.1 | 1.3 | .9  | .9  | 6.4 |
| 2005-06 | New Jersey | 71  | 70  | 26.7 | .397 | .250  | .512  | 4.8 | 1.0 | .6  | .6  | 3.6 |
| 2006-07 | New Jersey | 80  | 78  | 23.1 | .364 | .000  | .465  | 4.0 | .6  | .5  | .5  | 2.1 |
| 2007-08 | New Jersey | 43  | 23  | 15.9 | .426 | .000  | .389  | 2.1 | .4  | .3  | .2  | 1.4 |
| 2007-08 | Memphis    | 31  | 3   | 15.7 | .508 | .000  | .526  | 2.9 | .2  | .4  | .5  | 2.6 |
| 2008-09 | Minnesota  | 31  | 22  | 13.6 | .314 | .000  | .464  | 2.3 | .4  | .3  | .4  | 1.8 |
| 2009-10 | Atlanta    | 24  | 0   | 4.8  | .348 | .000  | .000  | .6  | .2  | .1  | .1  | .7  |
| 2010-11 | Atlanta    | 49  | 28  | 12.1 | .479 | 1.000 | .659  | 2.1 | .4  | .2  | .2  | 2.0 |
| 2011-12 | Atlanta    | 30  | 10  | 10.3 | .400 | .000  | .467  | 1.6 | .3  | .1  | .1  | 1.3 |
| 2012-13 | Boston     | 32  | 7   | 10.3 | .348 | .000  | .700  | 1.6 | .2  | .3  | .2  | 1.2 |
| 2012-13 | Washington | 6   | 2   | 9.0  | .167 | .000  | 1.000 | 1.3 | .3  | .3  | .7  | .7  |
| 2013-14 | Brooklyn   | 22  | 1   | 7.8  | .458 | .000  | .750  | .9  | .2  | .4  | .0  | 1.1 |
| Total   | Total      | 735 | 477 | 20.4 | .411 | .206  | .647  | 3.7 | .9  | .5  | .5  | 3.6 |

### Playoffs
| Año   | Equipo     | PJ | PT | MPP  | %TC  | %3P  | %TL  | RPP | APP | ROB | TPP | PPP |
| ----- | ---------- | -- | -- | ---- | ---- | ---- | ---- | --- | --- | --- | --- | --- |
| 2002  | New Jersey | 17 | 0  | 13.4 | .364 | .000 | .658 | 2.4 | .4  | .3  | .3  | 2.9 |
| 2003  | New Jersey | 20 | 20 | 26.5 | .363 | .000 | .836 | 6.3 | .9  | .6  | .6  | 5.9 |
| 2004  | New Jersey | 11 | 11 | 24.2 | .368 | .000 | .750 | 4.0 | 1.5 | .3  | .9  | 3.6 |
| 2005  | New Jersey | 4  | 4  | 32.0 | .235 | .000 | .375 | 6.5 | .3  | .5  | .0  | 2.8 |
| 2006  | New Jersey | 11 | 11 | 27.5 | .360 | .000 | .591 | 5.0 | .3  | .4  | .2  | 2.8 |
| 2007  | New Jersey | 12 | 12 | 27.4 | .571 | .000 | .364 | 3.3 | .2  | .6  | .2  | 2.3 |
| 2010  | Atlanta    | 3  | 0  | 3.3  | .600 | .000 | .000 | 1.7 | .0  | .0  | .0  | 2.0 |
| 2011  | Atlanta    | 12 | 0  | 13.2 | .643 | .000 | .375 | 1.4 | .1  | .4  | .3  | 3.4 |
| Total | Total      | 90 | 58 | 21.7 | .393 | .000 | .677 | 3.9 | .5  | .4  | .4  | 3.4 |